# Prefektura Zapadna Atika
Zapadna Atika je jedna od grčkih prefektura. Dio je periferije Atika.
Glavni grad prefekture je Elefsina. Prefektura pokriva zapadni dio atenske aglomeracije, te područje zapadno od grada.

## Općine i zajednice
| Zajednica   | Grčko ime   | Sjedište (ako je različito) | YPES kod |
| ----------- | ----------- | --------------------------- | -------- |
| Ano Liosia  | Άνω Λιόσια  |                             | 1101     |
| Aspropyrgos | Ασπρόπυργος |                             | 1102     |
| Eleusina    | Ελεύσινα    |                             | 1104     |
| Erythres    | Ερυθρές     |                             | 1105     |
| Fyli        | Φυλή        |                             | 1112     |
| Mandra      | Μάνδρα      |                             | 1108     |
| Megara      | Μέγαρα      |                             | 1109     |
| Nea Peramos | Νέα Πέραμος |                             | 1110     |
| Vilia       | Βίλια       |                             | 1103     |
| Zefyri      | Ζεφύρι      |                             | 1106     |
| Zajednica   | Grčko ime   | Sjedište (ako je različito) | YPES kod |
| Magoula     | Μαγούλα     |                             | 1107     |
| Oinoi       | Οινόη       |                             | 1111     |

## Pokrajine
- Pokrajina Megaris - Megara
- Pokrajina Elefsina - Elefsina

Napomena: Pokrajine nemaju više nikakav pravni značaj u Grčkoj.
Vidi također: Popis naselja u Atici

## Vanjske poveznice
- Službena stranica (grč.)